# 大桑定雄
大桑 定雄（おおが さたお）は、戦国武将で美濃国山県郡にあった大桑館の館主。
通称、治部兵衛。別名は定昌ともされる。土岐氏の大桑定頼の子息。

## 生涯
大桑館は明応5年（1496年）に美濃国守護・土岐成頼の次男である定頼が改修して居城とし、大桑兵部大輔を名乗る。しばらくして定頼が別の城に移ると定雄が住み、美濃国守護土岐家の詰城になる。
天文7年（1535年）、美濃の大洪水で当時の守護所、枝広館が流されると、土岐頼芸がここに守護所を移した。
| スタブアイコン | サブスタブ | この項目は、まだ閲覧者の調べものの参照としては役立たない、人物に関連した書きかけの項目です。この項目を加筆・訂正などしてくださる協力者を求めています（P:人物伝/PJ:人物伝）。 |